# Elena Martínez Rosso
Elena Martínez Rosso es una abogada, jueza y catedrática uruguaya, que ejerce como Ministra de la Suprema Corte de Justicia de Uruguay desde 2015.

## Biografía
Egresada de la Universidad de la República con el título de Doctora en Derecho y Ciencias Sociales. En diciembre de 1981 ingresa a la magistratura en Uruguay, como Jueza de Paz de la 1º Sección de Colonia.
El 2 de septiembre de 2015 prestó juramento ante la Asamblea General como Ministra de la Suprema Corte de Justicia de Uruguay, ocupando el puesto que había dejado vacante Jorge Ruibal debido a tener la edad de setenta años, establecido en el Artículo 250 de la Constitución. El 1 de febrero de 2018 asumió la Presidencia del órgano, cargo que ejerció hasta el 1 de febrero de 2019, cuando fue sucedida por Eduardo Turell Araquistain.

## Vida personal
Es esposa del legislador colorado Ope Pasquet.